# Taichi Sato
Taichi Sato (Saitama, 23 augustus 1977) is een voormalig Japans voetballer.

## Carrière
Taichi Sato speelde tussen 1996 en 2001 voor Urawa Red Diamonds, Omiya Ardija en Montedio Yamagata.